# Neolindus elegans
Neolindus elegans (лат.) — вид коротконадкрылых жуков рода Neolindus из подсемейства Paederinae (Staphylinidae). Название N. elegans происходит от латинского слова «elegans», что означает «элегантный» или «со вкусом». Оно относится к симметрии эдеагуса в парамеральном виде, особенно образуя прямой угол между вершиной средней доли и некоторыми апикальными склеритами.

## Распространение и экология
Неотропика. Вид известен только из типового местонахождения во Французской Гвиане (округ Сен-Лоран-дю-Марони (округ) и коммуна Саюль). Он был собран на горе Ла-Фюме (Mt. La Fumée) на высоте 230—400 м над уровнем моря (3°39’46’’N, 53°13’19’’W).

## Описание
Мелкие коротконадкрылые жуки. Длина тела около 5 мм. Голова и переднеспинка тёмно-коричневые; ноги коричневые; брюшко тёмно-коричневое. Антенна бусовидная от антенномера 3, короче головы и переднеспинки вместе взятых; антенномеры длиннее своей ширины; антенномеры 4—11 с опушением; антенномер 1 такой же длины, как антенномеры 2 и 3 вместе взятые; антенномер 3 длиннее 2. Лабрум двулопастной, с U-образным выступом, с 2 тёмными толстыми волосками в срединной линии долей лабрума. Эдеагус с вазообразной срединной долей, округлый в основании, расширяющийся к вершине; вершина выемчатая на парамеральной стороне с удлинённым срединным отверстием или полостью, не достигающей базального отверстия, апикальная часть срединной доли с 2 парами отростков около середины, как часть сустава с подвижным склеритом pPMS (paired parameral sclerites). Эдеагус симметричен в парамеральном виде, особенно образуя прямой угол между вершиной средней доли и некоторыми апикальными склеритами.

## Систематика
Вид был впервые описан в 2024 году по типовым материалам из Южной Америки. Габитус N. elegans похож на габитус N. milleri по форме стернита и тергита VIII. Однако у N. elegans задний край стернита VII имеет широкую срединную эмаргинацию с прямой средней частью, разграниченную по бокам 2 длинными острыми отростками. В отличие от этого, у N. milleri эмаргинация более мелкая, без острых отростков по бокам. Кроме того, эдеагус N. elegans демонстрирует сложную композицию апикальных склеритов, окружающих срединный форамен срединной доли, в то время как эдеагус N. milleri имеет более простое расположение склеритов.